# Lỗ Bá Cầm
Lỗ Bá Cầm (chữ Hán: 魯伯禽; trị vì: 1043 TCN-997 TCN), tên thật là Cơ Bá Cầm (姬伯禽), là vị vua đầu tiên của nước Lỗ – chư hầu nhà Chu trong lịch sử Trung Quốc.

## Thụ phong và dẹp loạn
Cơ Bá Cầm là con của Chu Công Đán và là cháu gọi Chu Vũ Vương bằng bác.
Chu Vũ Vương Cơ Phát lật đổ nhà Thương lên làm vua, lập ra nhà Chu, phong cho các em và công thần làm chư hầu. Chu Công Đán được phong ở đất Khúc Phụ, gọi là nước Lỗ, nhưng ở lại triều đình giúp Chu Vũ Vương. Vài năm sau, Vũ Vương qua đời, Chu Công lại phụ chính cho vua mới là Chu Thành Vương nên vẫn ở lại triều đình, sai Bá Cầm về thụ phong, cai quản nước Lỗ.
Con vua Trụ cũ của nhà Thương là Vũ Canh được Chu Vũ Vương phong ở đất Ân, nhân cơ hội vua mới của nhà Chu còn nhỏ, đã thuyết phục được ba người em của Chu Vũ vương là Quản Thúc Tiên, Hoắc Thúc Xử và Sái Thúc Độ chống lại Chu Công Đán và Chu Thành Vương. Không lâu sau, Vũ Canh dụ bộ lạc vùng Hoài Di, Từ Nhung thuộc vùng nước Lỗ mà Bá Cầm được phong cùng nổi dậy chống nhà Chu.
Chu Công Đán mang quân đi đông chinh dẹp loạn, Bá Cầm cũng tham gia chinh chiến. Khi xuất quân, ông viết lời tuyên thệ cho các tướng sĩ ở đất Hật, rồi ra quân dẹp được bộ lạc Từ Nhung, định yên nước Lỗ.
Chu Công Đán sau khi giúp Chu Thành Vương dẹp loạn Vũ Canh, lại giúp Thành Vương điều hành triều chính tới khi trưởng thành. Bá Cầm trở thành vị vua đầu tiên của nước Lỗ.
Khoảng năm 997 TCN, Bá Cầm qua đời. Ông trị vì được 46 năm. Con ông là Cơ Tù lên nối ngôi, tức là Lỗ Khảo công.